# 노각나무
노각나무(학명: Stewartia pseudocamellia 스테바르티아 프세우도카멜리아[*])는 한국 중부 이남(지리산, 덕유산 등)과 일본(혼슈, 규슈)이 원산지인 낙엽교목이다.

## 학명의 유래
노각나무라는 이름은 사슴의 뿔처럼 보드랍고 황금빛을 가진 아름다운 수피라는 뜻에서 녹각나무라고 하다가, 발음이 쉬운 노각나무로 바뀐 것이다.

## 특징
중소형의 낙엽수로, 10~15m 정도(드물게는 18m까지) 자란다. 종종 복수의 줄기 또는 줄기에서 가지가 낮게 자라기도 한다. 수피는 보드라운 질감이며 검은빛이 도는 적갈색이며 나무가 나이가 들어감에 따라 수피가 떨어져나간다. 수피 곳곳이 동그랗게 또는 길게 떨어져나가 붉은빛이 도는 노란색 무늬가 나타난다. 이처럼 나무껍질에 얼룩무늬가 있어 비단나무 또는 금수목(錦繡木)이라고도 한다. 노각나무는 짙은 녹색의 둥근 형태 또는 원추형 수관 형태를 띤다. 어린 줄기는 납작아고 갈라진 싹이 나 있는 어긋나기 모양이다. 잎은 4~12cm 정도 길며 너비는 2.5~5cm이고 타원형 모양이며, 잎 가장자리에는 미세한 결각이 나 있고 줄기에 어긋나기 형태로 붙어있다. 가을에는 노랑, 빨강 또는 보라색으로 낙엽이 진다. 꽃은 갈래꽃으로 너비가 최대 8cm이며, 꽃잎은 5개이고 백색이고, 꽃밥은 주황색이다. 동백나무와 비슷한 꼴을 하고 있으며, 둥글고 납작하거나 다소 찻잔 모양이기도 하다. 보통 6월에 개화해 8월 말까지 피어있다. 각 꽃은 수명이 짧지만 많은 꽃이 수 수에 걸쳐 피어난다. 10월에 익는 열매는 갈색의 끝이 뾰족하고 둥근 단단한 삭과로, 부드러운 털로 덮이고 5갈래로 갈라지며, 나무에 오래 붙어 있으나 화려하지는 않다.안에서 납작하고 둥근 종자가 나온다.

## 쓰임새
꽃이 마치 동백꽃처럼 생겨 흔히 정원이나 공원 등에 관상수로 심는다. 목재는 단단해서 가구용으로 많이 쓰이며 현재는 귀한 약재 및 마시는 차로 많은 사람들이 찾는다.

## 사진

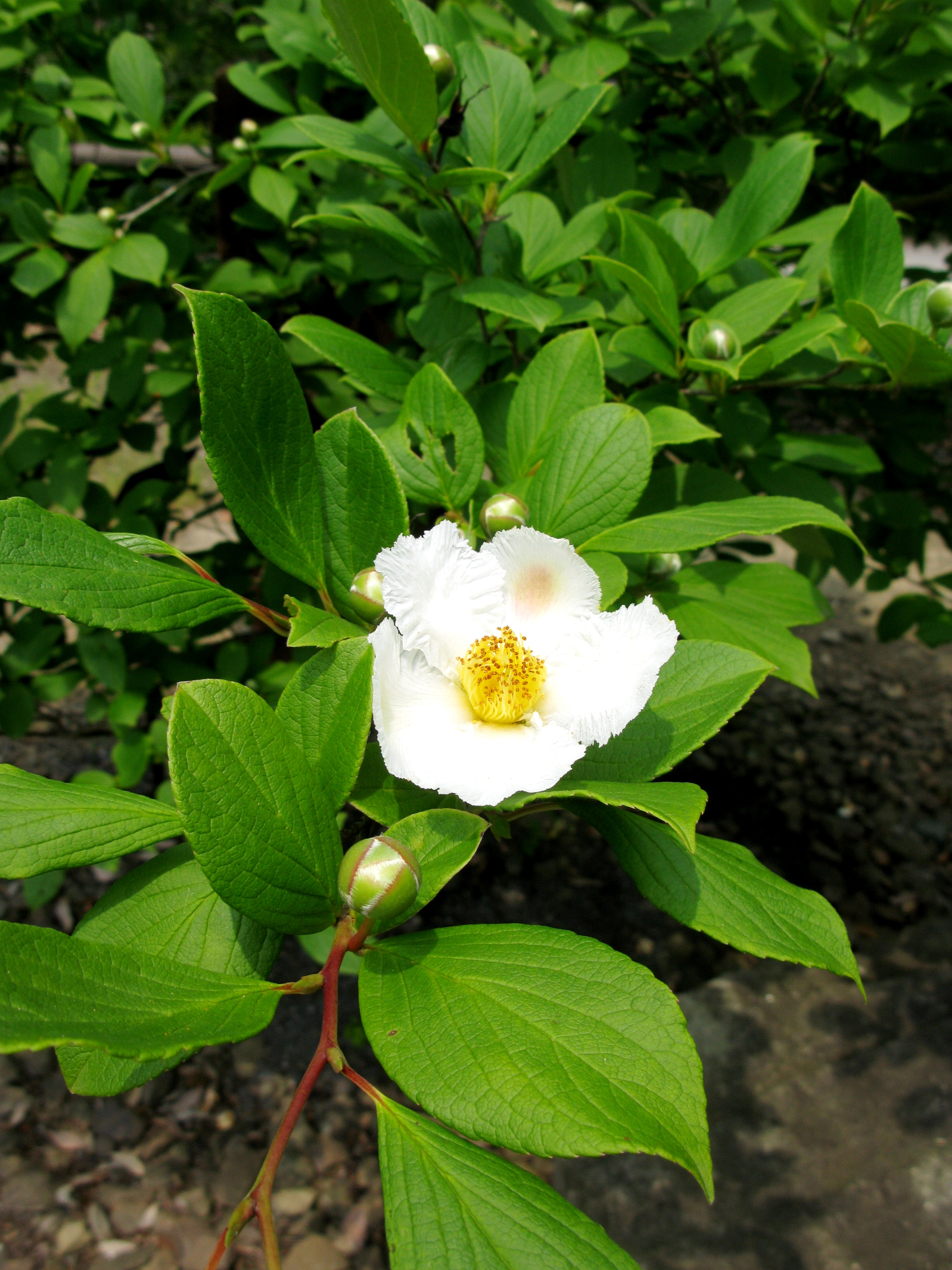
꽃
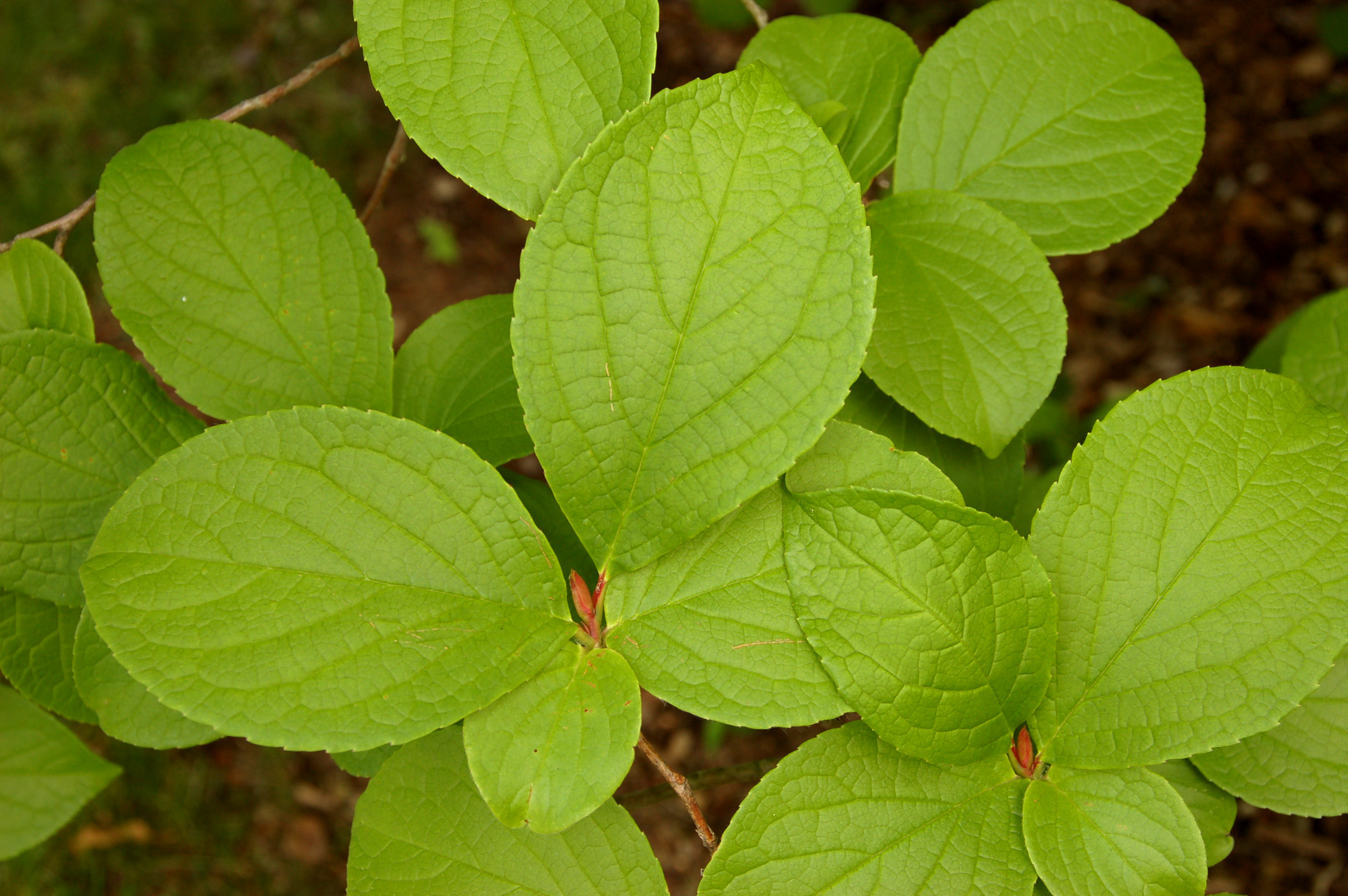
잎
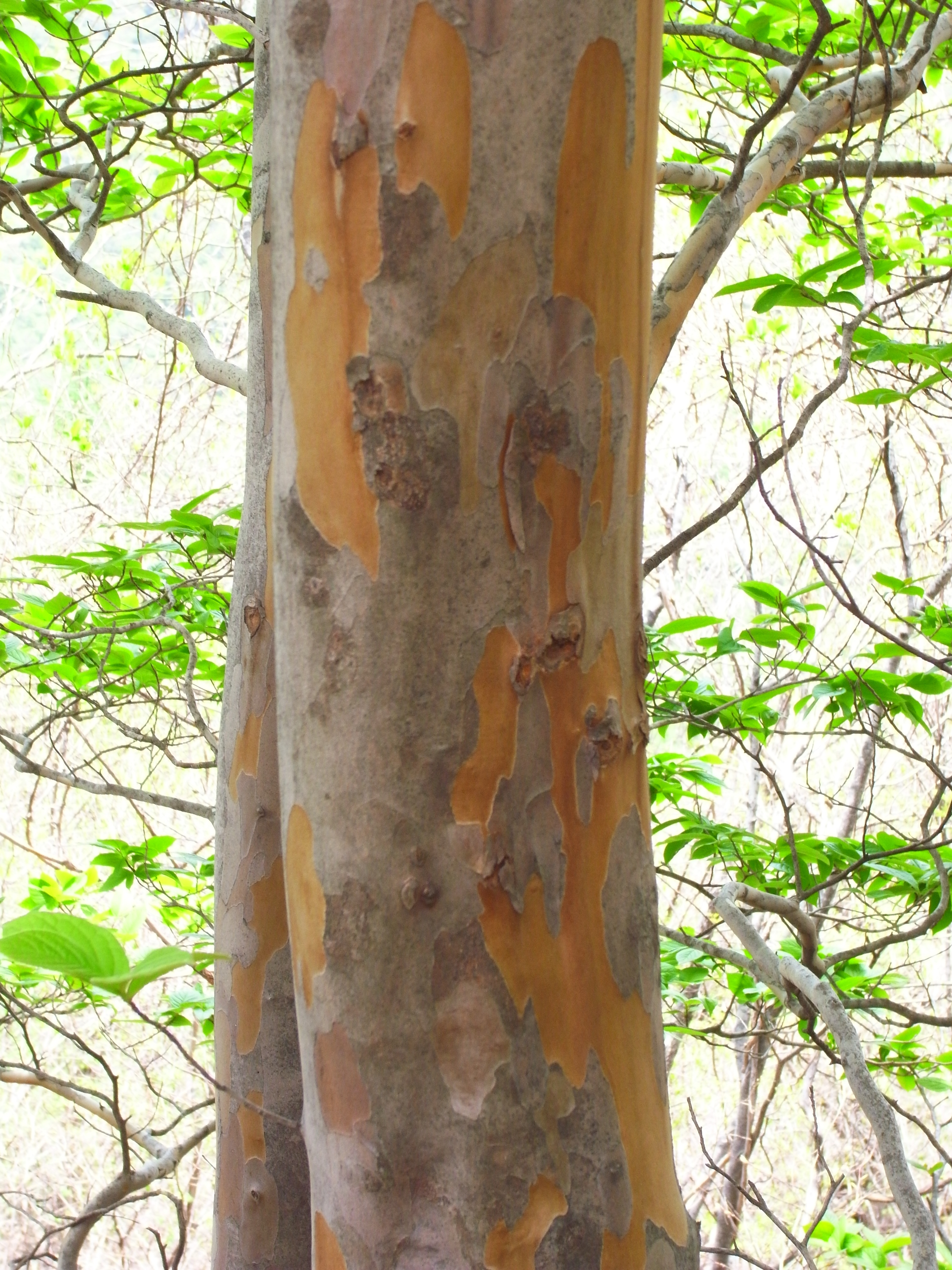
줄기

## 참고 문헌
- 이 문서에는 다음커뮤니케이션(현 카카오)에서 GFDL 또는 CC-SA 라이선스로 배포한 글로벌 세계대백과사전의 내용을 기초로 작성된 글이 포함되어 있습니다.